# Ekkehard Eickhoff
Ekkehard Eickhoff (* 8. Juni 1927 in Berlin; † 5. Mai 2019 in Bonn) war ein deutscher Historiker und  Diplomat.

## Leben
Ekkehard Eickhoff studierte nach Kriegseinsatz, kurzer Kriegsgefangenschaft und Abitur in Berlin von 1946 bis 1948 Geschichte an der Berliner Humboldt-Universität, bis 1950 in den USA und nach einem Studienaufenthalt in Beirut 1951 in München und Saarbrücken. Er wurde 1953 an der Universität des Saarlandes promoviert. 1973 habilitierte er sich an der Universität Stuttgart für mittelalterliche und neuere Geschichte.
1953 trat er in den Dienst beim Auswärtigen Amt ein. Er wurde im diplomatischen Dienst in Kairo, Bern und Ankara eingesetzt und gehörte der Osteuropaabteilung des Auswärtigen Amtes an. Er verfasste zahlreiche Reden für den damaligen Außenminister Walter Scheel. Von 1980 bis 1983 war er deutscher Botschafter in Südafrika. Seine Tätigkeit in Südafrika war bestimmt von – in der deutschen Innenpolitik durchaus umstrittener – Kritik der Bundesregierung an der Apartheid und Bemühungen um deren Abbau. 1983 bis 1984 war er deutscher Botschafter in Irland. Von 1984 bis 1988 leitete er bundesdeutsche Delegationen bei der KSZE, unter anderem auf den Expertentreffen für Menschenrechte in Ottawa 1984, für Menschliche Kontakte in Bern 1986 und auf der KSZE-Folgekonferenz in Wien von 1986 bis 1988. Neben der Folgekonferenz fand namentlich das Expertentreffen in Ottawa, in dem osteuropäische Teilnehmerstaaten in einen sich öffnenden menschenrechtlichen Dialog mit den westlichen Teilnehmern eintraten, in der Öffentlichkeit Beachtung. Von 1988 bis zu seiner Pensionierung 1992 war er deutscher Botschafter in der Türkei.
Zeitweise war er daneben als Dozent an der Universität Stuttgart tätig. In seinen historischen Darstellungen behandelte Eickhoff Themen, welche die deutsche Vergangenheit mit der Geschichte Italiens und mit dem osmanischen bzw. byzantinischen Südosteuropa verbinden.

## Ehrungen und Auszeichnungen
- 1978: Großoffizier des Ordens des Infanten Dom Henrique
- 1979: Großoffizier des Verdienstordens der Italienischen Republik
- 1979: Großes Silbernes Ehrenzeichen mit dem Stern für Verdienste um die Republik Österreich[3]
- 1979: Verdienstkreuz 1. Klasse des Verdienstordens der Bundesrepublik Deutschland
- 1989: Österreichische Ehrenkreuz für Wissenschaft und Kunst I. Klasse[3]
- 1990: Großes Verdienstkreuz des Verdienstordens der Bundesrepublik Deutschland
- Ordentliches Mitglied des Deutschen Archäologischen Instituts

## Schriften
- Venedig, Wien und die Osmanen – Umbruch in Südosteuropa 1645–1700. Klett-Cotta, Stuttgart, 5. Neuauflage 2009, ISBN 978-360894511-9 (umfassende Darstellung der europäischen Türkenkriege im 17. und 18. Jahrhundert)
- Venedig – spätes Feuerwerk: Glanz und Untergang der Republik 1700–1797. 3. Auflage, Klett-Cotta, Stuttgart 2008, ISBN 978-3-608-94145-6 (Kulturgeschichte Venedigs im 18. Jahrhundert)
- Kaiser Otto III. – die erste Jahrtausendwende und die Entfaltung Europas. Klett-Cotta, Stuttgart 1999, ISBN 3-608-94188-6
- Theophanu und der König – Otto III. und seine Welt. Klett-Cotta, Stuttgart 1996, ISBN 3-608-91798-5
- Macht und Sendung – Byzantinisches Weltpolitik. Klett-Cotta, Stuttgart 1981, ISBN 3-12-932130-6
- Friedrich Barbarossa im Orient. Kreuzzug und Tod Friedrichs I. Ernst Wasmuth, Tübingen 1977, ISBN 3-8030-1716-5
- Seekrieg und Seepolitik zwischen Islam und Abendland – Das Mittelmeer unter byzantinischer und arabischer Hegemonie (650–1040). De Gruyter, Berlin 1966